# وضع المنشآت المهجورة
وضع المنشآت المهجورة هي حالة من حالات الحظر والإضافة القانونية توصف بها الأملاك العقارية التي تنعقد بها عملية التوسع أو إعادة التطوير أو إعادة الاستخدام بسب وجود أو إمكان وجود مواد ضارة أو ملوثة قد تنطوي على تسربات هيدروكربونية بترولية. وعلى وجه العموم، إذا كانت المنشأة ضمن المنشآت المهجورة فإن هذا يعني فرض قيود على استخدام هذا الموقع أو تطويره.
ففي تخطيط المدن، تعرف الأرض المهجورة بأنها المنطقة التي استخدمت أو بني عليها من قبل على خلاف الأرض غير المعمورة التي لم تبنَ من قبل. ووضع المنشآت المهجورة هو وصف قانوني يفرض قيودًا أو شروطًا أو حوافز على إعادة تطويرها.

## المنشآت المهجورة حسب الدولة

### الولايات المتحدة
تشير تقديرات الولايات المتحدة إلى أن هناك ما لا يقل عن 500000 موقع مهجور بمستويات تلوث أقل من معيار «قانون الاستجابة والتعويض والمسئولية البيئية الشاملة» (المواقع الأكثر تلوثًا) في البلاد. وعلى الرغم من أن الأرض تستفيد بمرور الوقت من المواقع الملوثة المختلفة، واجه القانون انتقادات مفادها أنه يؤدي إلى ظاهرة المواقع المهجورة حيث ينتقل الاستثمار إلى الأماكن غير المعمورة للبدء في تطويرها نظرًا لنظم المسؤولية الموضوعية الصارمة وغيرها من العقبات التي تقف في طريق الاستثمار. ولتذليل هذه العقبات، أطلقت إدارة بيل كلينتون ووكالة حمية البيئة (EPA) الأمريكية عام 1993 سلسلة من سياسات وبرامج المواقع المهجورة التي تضع خطوات هامة لتنظيف المواقع المهجورة وتعيد إليها روح الإنتاجية.

### كندا
يقدر عدد المواقع الملوثة في كندا بنحو 200000 موقع في مختلف أنحاء البلاد. ويقع على عاتق الحكومات الإقليمية مسؤولية أساسية عن المواقع المهجورة. ولكن الأدوات المتاحة أمام المقطاعات محدودة إذ لا يوجد ما يمكن أن يسمى بخطابات «لا حاجة لإجراء إضافي» لحسم وتأكيد انتهاء عملية التنظيف وإعادة الاستخدام بالنسبة لأصحاب الأملاك. وعلى الرغم من قصور الآليات القانونية اللازمة لإدارة المخاطر والمسؤولية عنها، استطاعت كندا تنظيف بعض المواقع وجذب الاستثمار إلى الأراضي الملوثة ومنها أفنية سكك حديد مونكتون. وتقع شريحة من أرض تيكساكو في ميسيسوجا ضمن ممر الواجهة المائية إلا أن شركة إمبريال أويل لا تخطط لبيع الممتلكات التي تبلغ 75-أكر (30 ها) الشاغرة منذ ثمانينيات القرن التاسع عشر.

### الدنمارك
على الرغم من أن الدنمارك لا توجد بها أراض شاسعة على النحو الذي يعزز من أهمية قضايا المواقع المهجورة التي تواجه دول مثل ألمانيا والولايات المتحدة، غير أن المواقع الأساسية التي تمثل واقعًا حرجًا للاقتصاديات المحلية للمدن الدنماركية تتطلب حلولاً دقيقة وتفاعلاً حريصًا مع قضايا المجتمعات المتضررة. ومن أمثلة ذلك، تنظيف وإعادة تطوير مرافق بناء السفن الموجودة حاليًا على طول الواجهة المائية التاريخية في كوبنهاغن. وتتطلب قوانين الدنمارك درجة أعلى من التعاون في التخطيط والاستخدام عما هو موجود في بلاد أخرى كثيرة.

### ألمانيا
تفقد ألمانيا أماكن غير معمورة بمعدل 1,2 كبلو مترًا مربعًا تقريبًا كل يوم تشغلها بالبنية التحتية للتوطين والنقل. وتمنح سلطة تخصيص الأراضي لجميع المجالس المحلية البالغ عددها 14700 تقريبًا سواء للاستخدام الصناعي أو التجاري. ونتيجة لذلك، فإن السيطرة المحلية على إعادة استخدام المواقع المهجورة في ألمانيا من العوامل الحاسمة في اتخاذ قرار إعادة الاستخدام. ولا تزال تقع العديد من المواقع الصناعية على بعد من المستوطنات العادية، وهذا الأمر يتسبب في تكبد النفقات غير المباشرة في سبيل توفير البنية التحتية من مرافق وخدمات رفع الفضلات والنقل.

### المملكة المتحدة
تحولت المملكة المتحدة التي كانت مهد الثورة الصناعية إلى بقع من المواقع المهجورة بعد سنوات من الاستخدام الصناعي للأراضي. وجدير بالذكر أنه بعد 25 عامًا من الجهود ومليارات الجنيهات، تشير الاستبيانات إلى أنه تم تنظيف نحو 8 كيلومتر مربع فقط من الأراضي وإعادة استخدامها . وقد توفر التشريعات الجديدة في المملكة المتحدة ما تحتاج إليه من تشجيع على تنظيف وإعادة تطوير المواقع المهجورة. وترتكز قواعد التنظيف الموجودة في المملكة المتحدة على افتراض أن الإصلاح ينبغي أن يكون «مناسبًا للغرض المراد منه».
والمشكلة الأساسية التي تواجه جميع الأمم المرتبطة بقضية جذب وتثبيت استخدامات جديدة للمواقع المهجورة هي الاعتراف بأن الصناعات الجديدة تتجه نحو العالمية وتستجيب لقوى السوق العالمية. وهذه الحقيقة الاقتصادية العالمية تؤثر بشكل مباشر على إعادة استخدام المواقع المهجورة مثل تقييد العمر الاقتصادي الفعال لاستخدامات المواقع التي تم إحياؤها من جديد.

## وصلات خارجية
- EPA Brownfields Homepage
- The Brownfields Center at Carnegie Mellon University
- Environment Agency, United Kingdom
- Urban renewal in the Netherlands - see 'Projects' for redevelopment of brownfields and post-war neighbourhoods